# Новосадски сајам
Новосадски сајам је предузеће за управљање догађајима у Новом Саду, које организује један од највећих пољопривредних сајмова у југоисточној Европи. Новосадски сајам организује и друге изложбе, нпр. технологије и финансија, као и конгреса и изложби, што годишње у град доведе укупно око милион посетилаца.

## Историја
Настао је на темељима футошких и новосадских вашара и занатских изложби из 19. века. У августу 1923. одржана је прва Пољопривредна изложба. Новосадски сајам је 1958. године примљен у Унију мећународних сајмова на конгресу у Солуну. Први сајам под окривљем светске сајамске породице одржан је 1959. године. Од 1990. године постао деоничарско друштво.
Површина сајмишта је 300.000 2 изложбеног простора, од чега је 48.000 2 површина павиљона.

## Галерија
- Унутрашњост Новосадског сајма
- Новосадски сајам ноћу